# Championnat du monde de hockey sur glace 1992
Navigation
Finlande 1991 Allemagne 1993
Le cinquante-sixième championnat du monde de hockey sur glace eu lieu à Prague et Bratislava en Tchécoslovaquie du 28 avril au 10 mai. Le système d'élimination fut modifié, les équipes sont dorénavant éliminées après une défaite en ronde éliminatoire. La Poule A passe maintenant de huit à douze équipes.
Avec la chute de l'Union des républiques socialistes soviétiques, plusieurs pays en émergèrent et purent se joindre de façon indépendante au championnat (tels le Kazakhstan et la Biélorussie). Ces équipes durent cependant faire leur entrée dans la plus basse catégorie du championnat soit la Poule C. Seule la Russie resta dans la Poule A à la place de l'Union soviétique.
La Grèce, le Luxembourg, Israël et la Turquie font également leurs débuts internationaux. Elles s'alignent alors dans la Poule C.

## Poule A
| Clt   | Équipe          | PJ | V | D | N | BP | BC | Pts |
| ----- | --------------- | -- | - | - | - | -- | -- | --- |
| +001, | Suède           | 8  | 4 | 2 | 2 | 25 | 15 | 10  |
| +002, | Finlande        | 8  | 7 | 1 | 0 | 41 | 18 | 14  |
| +003, | Tchécoslovaquie | 8  | 6 | 2 | 0 | 33 | 13 | 12  |
| +004, | Suisse          | 8  | 3 | 3 | 2 | 18 | 21 | 8   |
| +005, | Russie          | 6  | 4 | 1 | 1 | 23 | 12 | 9   |
| +006, | Allemagne       | 6  | 4 | 2 | 0 | 31 | 17 | 8   |
| +007, | Canada          | 6  | 2 | 3 | 1 | 18 | 22 | 5   |
| +008, | États-Unis      | 6  | 2 | 3 | 1 | 15 | 23 | 5   |
| +009, | Italie          | 5  | 1 | 3 | 1 | 10 | 18 | 3   |
| +010, | Norvège         | 5  | 1 | 4 | 0 | 8  | 16 | 2   |
| +011, | France          | 6  | 1 | 5 | 0 | 11 | 23 | 2   |
| +012, | Pologne         | 6  | 0 | 6 | 0 | 9  | 44 | 0   |

- Relégué dans la poule B

La Pologne rejoint la poule B pour le championnat de 1993.

### Effectif vainqueur
| Champions du monde Suède | Håkan Algotsson, Bo Mikael Andersson, Peter Aslin, Arto Blomsten, Patrik Carnbäck, Joakim Esbjörs, Peter Forsberg, Johan Garpenlöv, Kent Roger Hansson, Anders Huss, Calle Johansson, Lars Karlsson, Kenneth Kennholt, Patric Kjellberg, Jan Larsson, Petri Liimatainen, Michael Nylander, Peter Ottosson, Daniel Rydmark, Tommy Sjödin, Tommy Söderström, Fredrik Stillman, Mats Sundin Entraîneur : |

## Poule B
|    | Équipe               | PJ | V | D | N | BP | BC | Pts |
| -- | -------------------- | -- | - | - | - | -- | -- | --- |
| 13 | Autriche             | 7  | 7 | 0 | 0 | 73 | 4  | 14  |
| 14 | Pays-Bas             | 7  | 5 | 1 | 1 | 53 | 16 | 11  |
| 15 | Japon                | 7  | 4 | 3 | 0 | 30 | 24 | 8   |
| 16 | Danemark             | 7  | 4 | 3 | 0 | 23 | 24 | 8   |
| 17 | Bulgarie             | 7  | 3 | 4 | 0 | 14 | 38 | 6   |
| 18 | Roumanie             | 7  | 1 | 3 | 3 | 13 | 26 | 5   |
| 19 | Chine                | 7  | 1 | 5 | 1 | 15 | 50 | 3   |
| 20 | Serbie-et-Monténégro | 7  | 0 | 6 | 1 | 7  | 46 | 1   |

L'Autriche rejoint la Poule A pour le championnat de 1993. La Yougoslavie est relégué à la Poule C.

## Poule C

### Groupe A
|    | Équipe          | PJ | V | D | N | BP | BC | Pts |
| -- | --------------- | -- | - | - | - | -- | -- | --- |
| 21 | Grande-Bretagne | 5  | 5 | 0 | 0 | 62 | 10 | 10  |
| 22 | Corée du Sud    | 5  | 3 | 2 | 0 | 22 | 28 | 6   |
| 23 | Australie       | 5  | 2 | 2 | 1 | 24 | 23 | 5   |
| 24 | Hongrie         | 5  | 2 | 3 | 0 | 18 | 33 | 4   |
| 25 | Belgique        | 5  | 2 | 3 | 0 | 17 | 24 | 4   |
| 26 | Corée du Nord   | 5  | 0 | 4 | 1 | 18 | 43 | 1   |

La Grande-Bretagne rejoint la Pool B pour le championnat de 1993.

### Groupe B
Ce groupe ne fut constitué que de pays en étant à leur première participation.
|    | Équipe         | PJ | V | D | N | BP  | BC | Pts |
| -- | -------------- | -- | - | - | - | --- | -- | --- |
| 27 | Espagne        | 5  | 5 | 0 | 0 | 114 | 5  | 10  |
| 28 | Afrique du Sud | 5  | 4 | 1 | 0 | 49  | 17 | 8   |
| 29 | Grèce          | 5  | 3 | 2 | 0 | 36  | 31 | 6   |
| 30 | Israël         | 5  | 1 | 3 | 1 | 22  | 42 | 3   |
| 31 | Luxembourg     | 5  | 1 | 3 | 1 | 20  | 73 | 3   |
| 32 | Turquie        | 5  | 0 | 5 | 0 | 10  | 83 | 0   |